# Apistops caloundra
Apistops caloundra is een straalvinnige vissensoort uit de familie van schorpioenvissen (Apistidae). De wetenschappelijke naam van de soort is voor het eerst geldig gepubliceerd in 1886 door De Vis.